# 발루치스탄 분쟁
발루치스탄 분쟁은 이란의 시스탄오발루체스탄 주와 파키스탄의 발루치스탄 주(발루치스탄 지역)에서 발루치족 민족주의자들과 여러 이슬람주의 무장단체들이 이란과 파키스탄 정부를 상대로 벌이고 있는 분쟁이다. 발루치 민족주의자들은 발루치스탄 지역이 독립하기를 원하며, 정부로부터 권리의 탄압을 받고 있다고 주장한다. 가장 세력이 큰 분리주의 조직은 발루치스탄 해방군이다. 이와 별개로 활동하는 여러 이슬람주의 단체들은 수니파 근본주의 정부를 세우기를 원한다.

## 역사
발루치스탄 분쟁은 역사적으로 발루치족과 브라후이족의 마지막 독립 국가인 칼라트 칸국의 모호한 정치적 지위에서 유래한다. 1666년 발루치스탄 중부에 세워진 칼라트 칸국은 19세기부터 영국의 통치 하에 놓여 번왕국이라는 자치 지역의 형태로 유지되었으나, 인도-파키스탄의 독립 직후 일각의 발루치 민족주의에도 불구하고 1948년 3월 칼라트 칸국의 군주가 파키스탄으로의 가입 문서에 서명하자 칼라트 충성파가 압둘 카림 왕자 등을 지도자로 하여 첫 반란을 일으켰다.
1950년대까지 전통적 지도자들을 중심으로 한 부족 단위의 여러 독자적인 반란이 있었고, 1956년 파키스탄 정부의 지방 자치권 폐지에 대한 반감을 기반으로 1960년대에도 마리 족장의 반란이 있었다. 1969년 반란군은 휴전에 동의하여 파키스탄의 야히아 칸 대통령은 단일화 정책을 폐지하고 발루치스탄의 자치권을 인정하였다. 그러나 정치 불안은 1970년대까지 지속되었고 1973년에는 발루치족 반란군 소탕을 위한 파키스탄과 이란의 합동 군사 작전이 이루어져 분리주의 세력은 큰 타격을 입었다.
파키스탄에서 4개 주 체제가 확립된 이후 반란은 잦아들었으나 2000년대에 들어 다시 발루치 분리주의 단체의 활동이 늘어났고 2005년 초에는 발루치스탄의 수이에서 발생한 여의사 강간 사건을 계기로 발루치족의 부그티(Bugti) 부족이 대규모 봉기를 일으키는 사태도 일어났다. 한편 같은 시기 알카에다의 영향을 받은 이슬람 극단주의 단체인 준달라가 이 지역에서 활동하기 시작했다.